# Dale Morey
Dale Eugene Morey (Martinsville, 1º dicembre 1918 – High Point, 14 maggio 2002) è stato un cestista, allenatore di pallacanestro e golfista statunitense, professionista nella NBL e nella PBLA.

## Carriera
Giocò per una stagione nella NBL, disputando 24 partite con 3,2 punti di media.
Chiuse la carriera nella PBLA con i Louisville Colonels.